# Az utolsó olimposzi
Az utolsó olimposzi az amerikai író, Rick Riordan a Percy Jackson és az olimposziak című könyvsorozatának ötödik, befejező kötete. A könyv 2009. május 5-én jelent meg az USA-ban. Itthon a Könyvmolyképző Kiadó gondozásában 2012-ben és 2013-ban jelent meg.

## Magyar nyelvű kiadás
- Az utolsó olimposzi. Percy Jackson és az olimposziak; fordította: Acsai Roland; Könyvmolyképző, Szeged, 2012